# دواتاگاهامولاتنا
دواتاگاهامولاتنا (به لاتین: Dewatagahamulatenna) یک منطقهٔ مسکونی در سری‌لانکا است که در استان مرکزی (سری‌لانکا) واقع شده‌است.